# Johann Caspar Jaeger
 (mars 2025).
 Johann Caspar Jaeger  était un médailleur et orfèvre allemand du XVIIIe siècle.

## Biographie
Il devient médailleur de la Cour impériale russe, sous Catherine II, en 1772. Il fut actif jusqu’en 1790.

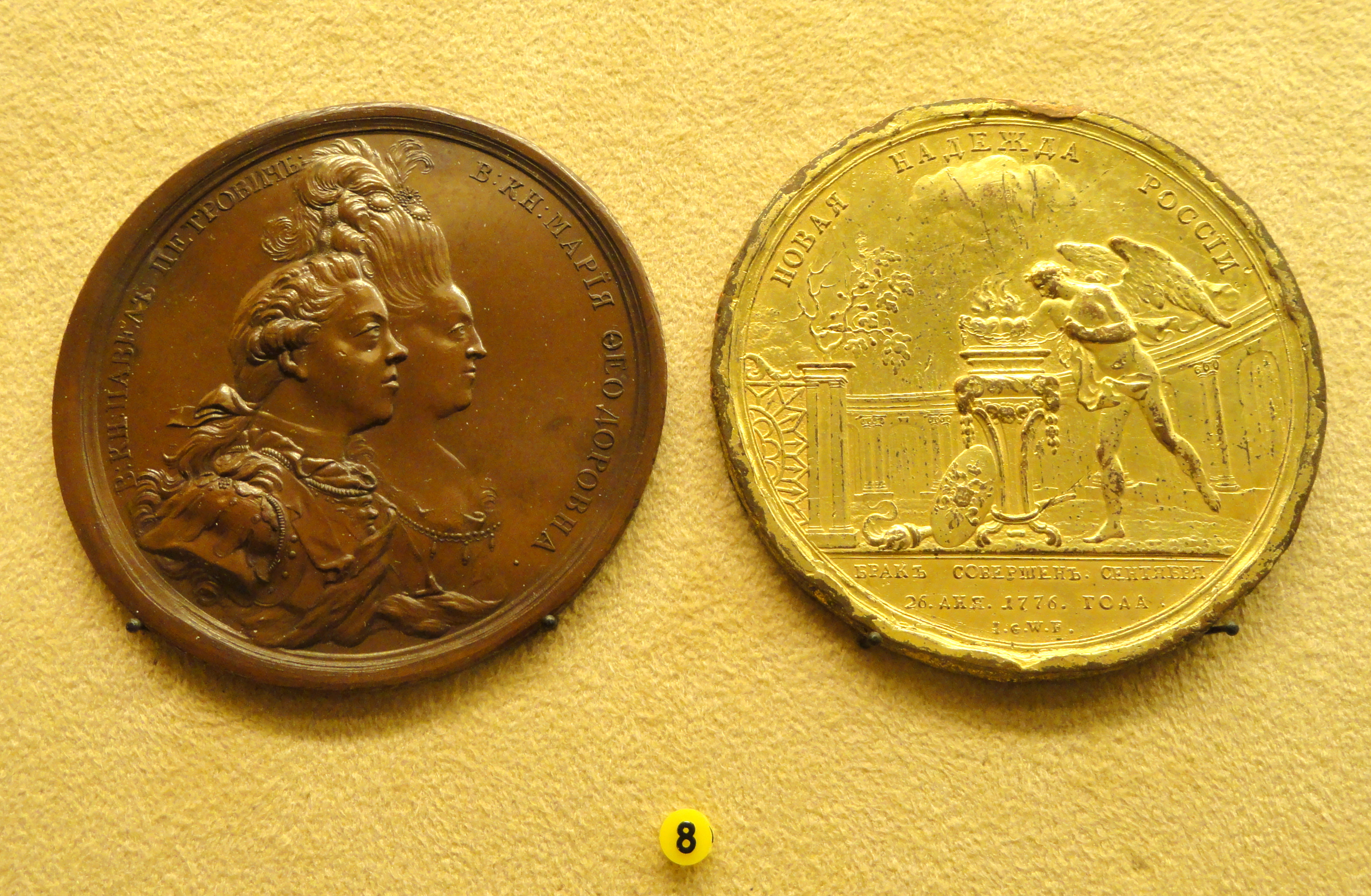
Mariage du Grand Duke Paul et Maria Feodorovna, 1776, Russie, par J. C. Jaeger - National Museum of Finland